# Netzwerk Elektronischer Geschäftsverkehr
Das Netzwerk Elektronischer Geschäftsverkehr (NEG) ist eine Förderinitiative des Bundesministeriums für Wirtschaft und Technologie (BMWi). Ziel der Initiative ist es, kleine und mittlere Unternehmen dabei zu unterstützen, die Chancen des E-Business effektiv zu nutzen. 

## Aufbau des Netzwerks
Das NEG ist 1998 gegründet worden und bietet bundesweit an 28 Kompetenzzentren eine Vorort-Beratung an. Es unterstützt Mittelstand und Handwerk bei der Konzeption und Einführung von E-Business-Lösungen – durch Informationsveranstaltungen, Einzelberatungen (auch im Unternehmen) sowie Publikationen für die Praxis. In den ersten zehn Jahren seines Bestehens haben über 300.000 Teilnehmer an den mehr als 30.000 Veranstaltungen und Einzelberatungen des Netzwerkes teilgenommen.
Über die Einstiegsberatung hinaus bietet das Netzwerk vertiefende Informationen in folgenden Bereichen an:
- Kundenbeziehung und Marketing
- Netz- und Informationssicherheit
- ERP – Betriebswirtschaftliche Softwarelösungen auf proprietärer und freier Basis
- RFID für den Mittelstand
- Femme digitale – IT-Kompetenz für Frauen im Handwerk
- Regionales Internetmarketing
- Elektronische Rechnungsabwicklung

## Die Kompetenzzentren im Überblick

### Baden-Württemberg
- ECC S-H – Electronic Commerce Centrum Region Stuttgart-Heilbronn[1]
- KECoS – Kompetenzzentrum E-Commerce Schwaben[2]
- KeRN – Kompetenznetz E-Business Rhein-Neckar[3]

### Bayern
- ECKO – E-Commerce-Kompetenzzentrum Ostbayern[4]
- KEGOM – Kompetenzzentrum für den Elektronischen Geschäftsverkehr in Ober- und Mittelfranken[5]
- MECK – Mainfränkisches Electronic Commerce Kompetenzzentrum[6]

### Berlin
- eCOMM Berlin – Kompetenzzentrum eCOMM Berlin[7]

### Brandenburg
- eCOMM Brandenburg – Kompetenzzentrum eCOMM Brandenburg[8]
- KEGO – Kompetenzzentrum für den Elektronischen Geschäftsverkehr im Oderland[9]

### Bremen
- e.biz – bremer initiative für e- und m-business

### Hessen
- BIEG HESSEN – Beratungs- und Informationszentrum Elektronischer Geschäftsverkehr[10]
- EC-M – Beratungszentrum Elektronischer Geschäftsverkehr Mittelhessen[11]

### Mecklenburg-Vorpommern
- ECCOM – Electronic Commerce Center Mecklenburg-Vorpommern[12]

### Niedersachsen
- begin – Beratungszentrum Elektronischer Geschäftsverkehr in Niedersachsen – Region Hannover und Braunschweig[13]
- RECO – Regionalcentrum für Electronic Commerce Anwendungen Osnabrück[14]

### Nordrhein-Westfalen
- ACC-EC – Aachener Competence Center – Electronic Commerce[15]
- EC-Ruhr – Electronic Commerce-Kompetenzzentrum Ruhr[16]
- KompEC Bonn/Rhein-Sieg – Kompetenzzentrum Electronic Commerce Bonn/Rhein-Sieg[17]
- MÜKE – Münsterländer Kompetenzzentrum für den elektronischen Geschäftsverkehr

### Rheinland-Pfalz
- KLICK Rheinland-Pfalz – Kompetenzzentrum für den elektronischen Geschäftsverkehr Kaiserslautern/Ludwigshafen[18]

### Saarland
- KEG Saar – Kompetenzzentrum für elektronischen Geschäftsverkehr Saar[19]

### Sachsen
- com.pas – Competenzzentrum Anwendung E-Business Sachsen[20]
- mdc-ecomm – Mitteldeutsches Kompetenzzentrum für den elektronischen Geschäftsverkehr[21]
- SAGeG – Arbeitsgemeinschaft sächsischer Kammern zur Unterstützung des elektronischen Geschäftsverkehrs in KMUs[22]

### Sachsen-Anhalt
- mdc-ecomm – Mitteldeutsches Kompetenzzentrum für den elektronischen Geschäftsverkehr
- MD-ECZ – Magdeburger Electronic Commerce Zentrum[23]

### Schleswig-Holstein
- KEG-Nord – Kompetenzzentrum für den Elektronischen Geschäftsverkehr Nord in Kiel[24]

### Thüringen
- TheCK – Thüringer Kompetenzzentrum eCommerce[25]

## Externe Netzwerkpartner
Neben den regionalen Kompetenzzentren umfasst das Netzwerk Elektronischer Geschäftsverkehr ein Branchenkompetenzzentrum für den Handel und sechs externe Netzwerkpartner:
- ECC Handel – E-Commerce-Center Handel (Branchenkompetenzzentrum)
- E-Commerce Kompetenzzentrum Freiburg – DieServiceAkademie (Netzwerkpartner)
- cebis neu-ulm – Centrum Electronic Business Landkreis Neu-Ulm (Netzwerkpartner)
- IHK für München und Oberbayern (Netzwerkpartner)
- E-ComHamburg – Hamburger Initiative für elektronischen Geschäftsverkehr im Mittelstand (Netzwerkpartner)
- ECCN – eCommerce-Center-Nordhessen (Netzwerkpartner)
- it.emsland – Kompetenzzentrum für den elektronischen Geschäftsverkehr EMS (Netzwerkpartner)

## Weitere Informationen
Seit 2007 prämiert das Netzwerk mit dem NEG Website Award  die besten Internetauftritte von Mittelstand und Handwerk aus Deutschland. Die Auszeichnung wird an Unternehmen verliehen, die die Bedeutung des Medium Internet für ihre geschäftlichen Aktivitäten erkannt haben und dessen Möglichkeiten in vorbildlicher Weise nutzen. 2011 wurden fünf Preisträger ausgezeichnet. Der Wettbewerb wird vom Bundesministerium für Wirtschaft und Technologie gefördert.
Einmal jährlich bringt das Netzwerk Elektronischer Geschäftsverkehr eine Studie mit dem Titel „Elektronischer Geschäftsverkehr in Mittelstand und Handwerk heraus“.